# Hold Me Closer (canção de Elton John e Britney Spears)
"Hold Me Closer" é uma canção do cantor britânico Elton John e da cantora estadunidense Britney Spears, lançada como single em 26 de agosto de 2022, através das gravadoras EMI e Mercury Records. A faixa combina releituras das canções "Tiny Dancer" (1972), "Don't Go Breaking My Heart" (1976), e "The One" (1992), de Elton John.

## Antecedentes e lançamento
| “                             | Estou tão animado de poder fazer isso com [Britney] porque se for um grande sucesso, e acho que pode ser, vai dar a ela muito mais confiança do que ela já tem, e ela vai perceber que as pessoas realmente amam ela, e se importam com ela, e quererem que ela seja feliz [...] Ela está afastada há tanto tempo - há muito medo aí porque ela foi traída tantas vezes e ela não esteve realmente aos olhos do público por tanto tempo. Estamos segurando a mão dela durante todo o processo, assegurando-lhe que tudo vai ficar bem. | ” |
| — John ao jornal The Guardian | |   |

As notícias sobre uma colaboração entre os dois artistas surgiram no final de julho de 2022. Em 8 de agosto, John confirmou a colaboração, chamando-a de remake de seu single de 1972 "Tiny Dancer". Ele também lançou uma arte promocional com o título da canção e o emoji de uma rosa e de um foguete - referenciando o uso regular de Spears do primeiro nas mídias sociais, bem como seu não revelado "Project Rose", e o apelido popular de John "Rocket Man" - além de compartilhar o link de pré-salvamento da canção. Em 19 de agosto, o single foi anunciado oficialmente, juntamente com sua data de lançamento e capa. Em 22 de agosto, John compartilhou um trecho da canção em suas redes sociais. Ele também cantou um trecho da canção no restaurante "La Guérite" em Cannes, França, em 23 de agosto, na frente de clientes, como uma surpresa, e transmitiu ao vivo em suas redes sociais. No dia seguinte, Spears postou um trecho da canção em suas redes sociais, revelando uma nova versão do single de 1992 de John "The One", em dueto, e agradeceu-lhe por colocá-la na gravação. No mesmo dia, John lançou um teaser animado para o visualizador de áudio da canção. Antes do lançamento da canção, Spears a descreveu como "uma grande coisa" e "muito legal [estar] cantando com um dos homens mais clássicos do nosso tempo". Ela revelou que se sentiu "embasbacada". Foi relatado que Spears completou a gravação de seus vocais para a canção em menos de duas horas. O dueto também interpola o single de John de 1976, "Don't Go Breaking My Heart". O single marca o primeiro lançamento musical de Spears desde 2016, bem como seu retorno à música após o término de sua curatela. John revelou que seu marido, David Furnish, primeiro sugeriu que ele colaborasse com Spears na canção, e também disse acreditar que o projeto "aumentaria" a confiança dela após um "momento traumático". O produtor musical Andrew Watt elogiou a dedicação de Spears ao projeto apesar de seu hiato musical, dizendo que ela "estava tão preparada. Ela passou um tempo com a canção e sabia como queria fazê-la". Ele ainda disse que a canção "significava muito para ela, e você pode ouvir isso em sua performance vocal. Ela está cantando pra caramba".
"Hold Me Closer" foi lançado em 26 de agosto em plataformas de música digital e streaming, com um áudio visual sendo disponibilizado no canal de John no YouTube. O single também foi enviado às rádios da Itália pela Universal Music no mesmo dia. A capa mostra os dois artistas quando crianças; Spears em uma fantasia de balé, e John sentado ao piano. Elizabeth Gregory, do jornal Evening Standard, achou que a capa "aponta para um desejado espírito de inocência e liberdade".

## Recepção crítica
O crítico escritor do The Guardian Michael Cragg avaliou a música com quatro de cinco estrelas, elogiando "a entrega engajada de Spears cobrindo os brilhos fantasmagóricos dos vocais originais de John". Ele escreveu ainda: "Tanto The One, que compõe os versos, quanto Tiny Dancer evocam a sensação de ter encontrado alguém, ou algo, com o poder de transformar uma vida. Um totem para se agarrar e acreditar. Mais perto, Spears parece sugerir encontrar isso para si mesma novamente na música."
Já o jornalista Rob Sheffield da Rolling Stone escreveu: "Para Britney, cantar é sua maneira de seguir em frente. Como ela escreveu esta semana: “Quero ser destemida como quando era mais jovem e não ter tanto medo”. Você pode ouvir isso em “Hold Me Closer”. Para uma mulher que tem todos os motivos para se sentir amargurada, é comovente ouvi-la recuperar sua voz, cantando a palavra “closer” (mais perto) três vezes seguidas, cada uma com mais força. Como ela postou, o que essa música significa para ela é simples: “Eu escolho a felicidade e a alegria hoje”. Então é um excelente momento para celebrar a VERDADEIRA Britney: uma das maiores artistas pop que já pisou na terra. Enquanto todos se fixavam em sua imagem, sua moda, sua personalidade, tudo menos sua música, essa mulher construiu um dos catálogos mais incríveis da história da música pop. Uma visionária extremamente influente que mudou permanentemente a maneira como nossas vidas soam. Uma inovadora. Uma originadora. “Hold Me Closer” é um lembrete de que ela é uma cantora em primeiro lugar. Brit está no jogo há quase nove mil ontens, e ela é mais forte do que todos eles juntos. Britney deu muito para a música, enquanto muito foi roubado dela, irreversivelmente. Seria compreensível se ela quisesse fechar as cortinas dessa parte de sua vida para sempre. Portanto, há algo de alegre no fato de ela ter dito 'sim' quando Elton fez a ligação. E algo perfeito sobre o fato de Elton ter passado o microfone para ela. Hoje, ela resolve todos os negócios da família. Agora, mais do que nunca, Its Britney Bitch."

## Créditos
- Elton John – vocais, composição, piano, teclado
- Britney Spears – vocais
- Bernie Taupin – composição
- Andrew Watt – teclado, baixo, guitarra, bateria, composição
- Cirkut – teclado, programação, composição
- Randy Merrill – masterização
- Serban Ghenea – mixagem
- Bryce Bordone – assistente de mixagem
- Paul LaMalfa – engenheiro de gravação

## Desempenho comercial
A música alcançou o topo do iTunes em mais de 50 países, incluindo os principais mercados fonográficos como Estados Unidos, Reino Unido, Canadá, Austrália, México e Brasil. Ao final de seu dia de lançamento, 26 de agosto, a música ocupou o topo do iTunes mundial e a 10ª posição no chart global da Apple Music, subindo para a 3ª posição no dia seguinte. No Spotify, a música fez 3.133.797 streams em seu primeiro dia, abrindo no Top 15 global da plataforma. Com mais de 1 milhão de reproduções somente nos Estados Unidos, a música ficou em #6 no Spotify americano, além de #4 no britânico e #2 no canadense. 
Nos charts oficiais, a canção debutou em #1 no ARIA Charts da Austrália, no Media Forest de Israel e no MAHASZ da Hungria, #2 na Irlanda, #3 no Reino Unido e Canadá, #4 na Nova Zelândia e #6 na Billboard Hot 100 dos Estados Unidos, se tornando o vigésimo nono hit Top 10 de Elton John e o décimo quarto de Britney Spears.

## Prêmios e indicações
| Ano  | Prêmiação                     | Categoria                        | Resultado |
| ---- | ----------------------------- | -------------------------------- | --------- |
| 2022 | NRJ Music Awards              | Colaboração Internacional do Ano | Indicado  |
| 2022 | People's Choice Awards        | Canção de Colaboração do Ano     | Indicado  |
| 2023 | Electronic Dance Music Awards | Canção Dance do Ano (Rádio)      | Indicado  |
| 2023 | Electronic Dance Music Awards | Remix do Ano (Joel Corry Remix)  | Venceu    |
| 2023 | Billboard Music Awards        | Top Canção Dance/Eletrônica      | Indicado  |

## Tabelas Musicais

### Posições
| Tabela musical (2022)                      | Melhor posição |
| ------------------------------------------ | -------------- |
| África do Sul (RISA)                       | 54             |
| Alemanha (Media Control Charts)            | 31             |
| Argentina (Billboard Argentina Hot 100)    | 100            |
| Austrália (ARIA Charts)                    | 1              |
| Áustria (Ö3 Austria Top 40)                | 23             |
| Bélgica (Ultratop)                         | 4              |
| Brasil (Top 100 Brasil)                    | 57             |
| Bulgária (PROPHON)                         | 9              |
| Canadá (Canadian Hot 100)                  | 3              |
| Croácia (HRT)                              | 1              |
| Dinamarca (Hitlisten)                      | 36             |
| El Salvador (Monitor Latino)               | 15             |
| Emirados Árabes Unidos (Radiomonitor)      | 1              |
| Eslovênia (Radiomonitor)                   | 1              |
| Espanha (PROMUSICAE)                       | 10             |
| Estados Unidos (Billboard Hot 100)         | 6              |
| Estados Unidos (Billboard Digital Songs)   | 1              |
| Estados Unidos (Dance/Electronic Songs)    | 1              |
| Estados Unidos (Hot 100 Recurrents)        | 17             |
| França (SNEP)                              | 65             |
| Hungria (MAHASZ)                           | 1              |
| Irlanda (Irish Recorded Music Association) | 2              |
| Islândia (Billboard Iceland Songs)         | 17             |
| Israel (Media Forest)                      | 1              |
| Itália (FIMI)                              | 83             |
| Japão (Billboard Japan Hot Overseas)       | 3              |
| Letónia (EHR)                              | 2              |
| Líbano (OT20)                              | 5              |
| Lituânia (AGATA Charts)                    | 37             |
| Macedônia do Norte (Radiomonitor)          | 1              |
| Malásia (RIM)                              | 9              |
| Malta (Radiomonitor)                       | 1              |
| Noruega (VG-lista)                         | 23             |
| Nova Zelândia (Recorded Music NZ)          | 4              |
| Países Baixos (Dutch Top 40)               | 12             |
| Países Baixos (MegaCharts)                 | 38             |
| Polónia (ZPAV)                             | 2              |
| Portugal (AFP)                             | 41             |
| Reino Unido (UK Singles Chart)             | 3              |
| Reino Unido (UK Singles Downloads Chart)   | 1              |
| Rússia (Tophit)                            | 2              |
| Suécia (Sverigetopplistan)                 | 21             |
| Suíça (Schweizer Hitparade)                | 7              |
| Terra (Billboard Global 200)               | 6              |
| Terra (Billboard Global Excl. US)          | 11             |

### Certificações
| País                       | Certificação |
| -------------------------- | ------------ |
| Austrália (ARIA)           | Ouro         |
| Áustria (VOM)              | Platina      |
| Bélgica (BEA)              | Ouro         |
| Brasil (PMB)               | Ouro         |
| Canadá (Music Canada)      | 3× Platina   |
| Dinamarca (IFPI Dinamarca) | Platina      |
| Espanha (Promusicae)       | Platina      |
| Estados Unidos (RIAA)      | Platina      |
| França (SNEP)              | Platina      |
| Itália (FIMI)              | Platina      |
| Nova Zelândia(RMNZ)        | Platina      |
| Polónia (ZPAV)             | Platina      |
| Reino Unido (BPI)          | Platina      |
| Suíça (IFPI Schweiz)       | Ouro         |